# Тревор Морган
Тревор Морган (англ. Trevor Morgan, нар. 30 вересня 1956, Лондон) — англійський футболіст, що грав на позиції флангового півзахисника, нападника насамперед за низку нижчолігових англійських команд. По завершенні ігрової кар'єри — тренер. З 2018 року очолює тренерський штаб збірної Бутану.

## Ігрова кар'єра
У дорослому футболі дебютував 1980 року виступами за команду клубу «Борнмут», в якій провів один сезон, взявши участь у 53 матчах чемпіонату. 
Згодом з 1981 по 1987 рік грав у складі команд клубів «Менсфілд Таун», «Борнмут», «Бристоль Сіті», «Ексетер Сіті», австралійського «Сент Джорджа», «Бристоль Роверс» та знову «Бристоль Сіті».
Своєю грою за останню команду привернув увагу представників тренерського штабу клубу «Болтон Вондерерз», до складу якого приєднався 1987 року. Відіграв за клуб з Болтона наступні два сезони своєї ігрової кар'єри. Більшість часу, проведеного у складі «Болтона», був основним гравцем команди.
Протягом 1989—1993 років захищав кольори ірландського «Шелбурна», «Колчестер Юнайтед», «Ексетер Сіті», а також гонконзьких  «Геппі Веллі» та «Саут Чайна».
1993 року повернувся на батьківщину, прєднавшись до команди «Бірмінгем Сіті», очолюваної Террі Купером, під керівництвом якого Морган грав на початку 1980-х за бристольські команди.
Завершив професійну ігрову кар'єру в сезоні 1994/95 у клубі «Ексетер Сіті», куди його запросив той же Купер.

## Кар'єра тренера
Перший досвід тренерської роботи отримав як асистент Террі Купера в «Бірмінгем Сіті» та «Ексетер Сіті», де поєднував тренерські обов'язки з грою на футбольному полі.
Розпочав самостійну тренерську кар'єру відразу ж по завершенні кар'єри гравця, 1995 року, очоливши тренерський штаб австралійського напівпрофесійного «Соренто».
2002 року очолив сінгапурський «Гуганг Юнайтед», з яким працював до 2007 року з перервою на роботу з малайзійським «Сараваком» у 2004.
В подальшому продовжив працювати у не менш екзотичних з футбольної точки зору країнах — очолював команди індійських «Іст Бенгал» та «Демпо», тренував кенійських «Леопардс» та входив до тренерського штабу ще одного індійського клубу «Керала Бластерс».
2018 року очолив тренерський штаб національної збірної Бутану.

## Досягнення
«Іст Бенгал»
- Кубок Федерації
  -  Володар (1): 2012

- Суперкубок Індії
  -  Володар (1): 2011